# 아서 드루리
아서 드루리(Arthur Drewry, CBE, 1891년 3월 3일~1961년 3월 25일)는 영국의 스포츠인으로, 제5대 국제 축구 연맹(FIFA) 회장을 지냈다.

## 일생과 경력
1955년부터 1961년까지 잉글랜드 축구 협회의 회장으로 있었으며, 풋볼 리그의 회장과 그림즈비 타운 FC의 구단주를 지냈다.
1955년 6월 7일, 리스본에서 열린 국제 축구 연맹 회의에서 회장에 당선되었다.

## 서훈
- 1953년 대영 제국 훈장 3등급(CBE)

## 같이 보기
- FIFA 회장 목록